# Tanjug

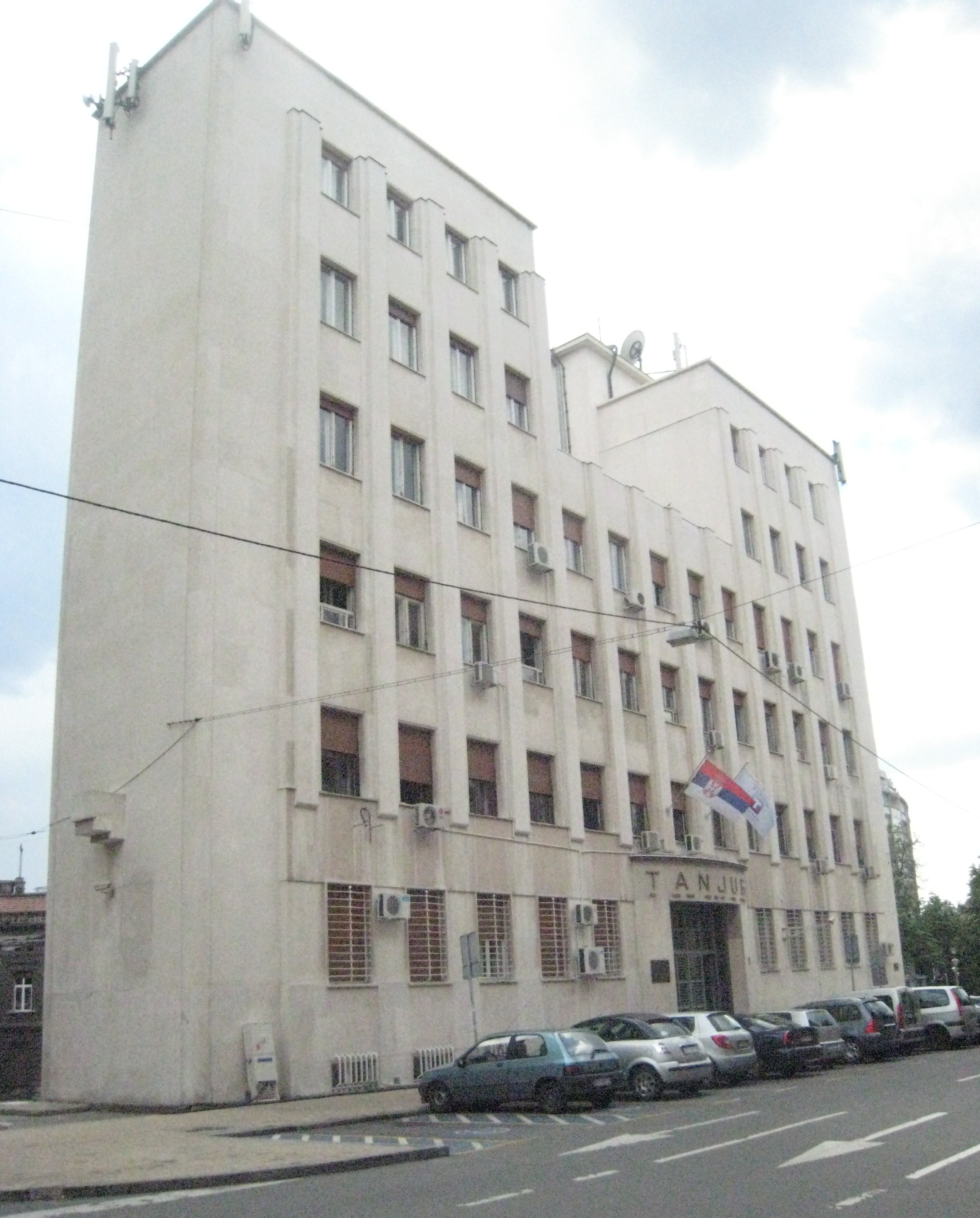
Le siège de l'agence de presse à Belgrade

Tanjug (abréviation de Telegrafska agencija nove Jugoslavije, « Agence télégraphique de la nouvelle Yougoslavie ») est une agence de presse basée à Belgrade en Serbie.
Fondée le 5 novembre 1943 en tant qu'agence yougoslave, elle a conservé sa dénomination après la disparition de la Yougoslavie, puis de l'État de Serbie-et-Monténégro.
Elle diffuse des nouvelles en deux langues : serbe romanisé et anglais.